# Saint-Marcan
Saint-Marcan (en bretó Sant-Marc'han) és un municipi francès, situat a la regió de Bretanya, al departament d'Ille i Vilaine. L'any 2006 tenia 414 habitants.

## Demografia
| 1962                                       | 1968 | 1975 | 1982 | 1990 | 1999 |
| ------------------------------------------ | ---- | ---- | ---- | ---- | ---- |
| 551                                        | 544  | 453  | 398  | 401  | 380  |
| Des de 1962: població sense dobles comptes |      |      |      |      |      |

## Administració
| Període | Identitat    | Partit |
| ------- | ------------ | ------ |
| -2001   | Raoul Ménard |        |
| 2001-   | Louis Leport |        |